# Sankt Nikolai ob Draßling
Sankt Nikolai ob Draßling là một đô thị thuộc huyện Leibnitz trong bang Steiermark, nước Áo. Đô thị Sankt Nikolai ob Draßling có diện tích 17,56 km², dân số cuối năm 2005 là 333 người.